# Barbora Krejčíková
Barbora Krejčíková (* 18. Dezember 1995 in Brünn) ist eine tschechische Tennisspielerin.
Ihre größten Erfolge waren die Siege bei den French Open 2021 und den Wimbledon Championships 2024 im Einzel sowie die Triumphe bei den Doppelkonkurrenzen der French Open (2018, 2021), in Wimbledon (2018, 2022), bei den US Open (2022), den Australian Open (2022, 2023) und den Olympischen Sommerspielen 2020 in Tokio, überwiegend zusammen mit ihrer Landsfrau Kateřina Siniaková. In den Jahren 2019 bis 2021 gewann sie dreimal hintereinander die Mixed-Konkurrenz der Australian Open. Durch den Sieg bei den French Open 2021 und weitere Resultate kletterte sie im September 2021 auf den fünften Platz der WTA-Weltrangliste im Einzel. Im Doppel belegte sie gleichzeitig den zweiten Platz der Rangfolge. Ende Februar 2022 stand Krejčíková im Einzel auf Platz zwei der Weltrangliste.

## Karriere
Krejčíková, die im Alter von sechs Jahren mit dem Tennissport begann, feierte bereits als Juniorin große Erfolge. Die ehemalige Nummer drei der Juniorenweltrangliste gewann 2013 zusammen mit ihrer Landsfrau Kateřina Siniaková die Nachwuchskonkurrenzen im Doppel bei den French Open, den US Open sowie von Wimbledon. Des Weiteren triumphierten die beiden im selben Jahr bei den Tenniseuropameisterschaften der Junioren, bei denen Krejčíková zudem den Titel im Einzel holen konnte.
Bereits 2010 gab sie ihren Einstand auf dem ITF Women’s Circuit, auf dem sie bislang bereits 14 Einzel- und 19 Doppeltitel erringen konnte. Nach ersten Erfolgen auf der ITF Tour, trat Krejčíková 2014 bei den US Open erstmals in der Qualifikation zu einem Grand-Slam-Turnier an, verlor dort aber in der Schlussrunde. Im Anschluss qualifizierte sie sich in Québec erstmals für das Hauptfeld eines WTA-Turniers und zog nach einem Auftakterfolg gegen Sachia Vickery auf Anhieb in die zweite Runde ein, in der sie an Lucie Hradecká scheiterte. 2015 gewann sie bei einem Turnier der $50.000-Kategorie in Olmütz ihren bis dahin größten Einzeltitel. Gegen Saisonende gelang Krejčíková, abermals in Québec, gemeinsam mit An-Sophie Mestach nach einem Sieg im Endspiel über María Irigoyen und Paula Kania ihr erster WTA-Titel im Doppel, auf den in Limoges bei einem Turnier der WTA Challenger Series an der Seite von Mandy Minella ein zweiter folgen sollte.
Anfang 2016 tat sie sich mit ihrer früheren Juniorinnenpartnerin Kateřina Siniaková zusammen und spezialisierte sich fortan auf das Damendoppel. Bei den French Open erzielten die beiden ihr erstes Grand-Slam-Halbfinale, in dem sie sich erst Jekaterina Makarowa und Jelena Wesnina geschlagen geben mussten. Nach einem weiteren Viertelfinaleinzug bei den US Open schloss Krejčíková die Saison erstmals unter den besten 30 der Doppelweltrangliste ab. Im Jahr darauf machte sie erstmals auch im Einzel auf sich aufmerksam, als sie beim Sandplatzturnier in Nürnberg aus der Qualifikation heraus in ihr erstes Einzelfinale auf der WTA-Tour vorstieß, in dem sie Kiki Bertens chancenlos unterlag. Allerdings gelang es Krejčíková nicht, im Einzel an die gezeigte Leistung anzuknüpfen, sodass sie sich 2018 wieder vermehrt auf das Doppel konzentrierte, ohne ihre Einzelkarriere je komplett ruhen zu lassen.
Im Doppel startete Krejčíková 2018 nach einjähriger Pause wieder gemeinsam mit Kateřina Siniaková in die Saison. Nachdem sie in Miami noch als Verliererinnen vom Platz gegangen waren, errang die beiden an den French Open nach einem glatten Endspielerfolg über Eri Hozumi und Makoto Ninomiya ihren ersten Grand-Slam-Titel, auf den in Wimbledon der zweite folgte; dieses Mal nach einem Sieg über Nicole Melichar und Květa Peschke. Nach einem weiteren Halbfinaleinzug bei den US Open, wurde Krejčíková am 22. Oktober die 40. Nummer eins der Doppelweltrangliste im Damentennis und bekleidete diese Position bis zum 13. Januar 2019 zusammen mit ihrer Partnerin Siniaková. Durch ihre Erfolge qualifizierten sich die beiden 2018 auch erstmals für die WTA Championships in Singapur, wo sie nach Siegen gegen Melichar und Peschke sowie Andrea Sestini Hlaváčková und Barbora Strýcová bis ins Finale kamen, indem sie Kristina Mladenovic und Tímea Babos unterlagen.
Anfang 2019 erreichte Krejčíková bei den Australian Open an der Seite von Kateřina Siniaková das Viertelfinale im Doppel und gewann zusammen mit Rajeev Ram nach einem Finalerfolg über Astra Sharma und John-Patrick Smith die Konkurrenz im Mixed. Mit Siniaková zusammen triumphierte sie auch beim Rogers Cup in Toronto sowie in Linz und stand in Wimbledon noch einmal im Halbfinale. Bei ihrer zweiten Teilnahme bei den WTA Championships der besten acht Teams in Shenzhen schieden sie nach nur einem Sieg zu zwei Niederlagen in der Gruppenphase aus. Im Einzel ging Krejčíková in der Saison 2019 hingegen nur sporadisch an den Start, doch kam sie im Jahresverlauf auf drei ITF-Titel, darunter ihren bis dahin größten bei einem Turnier der $80.000-Kategorie in Palm Harbor.
2020 verteidigte Krejčíková nach einem weiteren Doppelerfolg in Shenzhen an der Seite von Siniaková mit Nikola Mektić zusammen zunächst ihren Mixed-Titel bei den Australian Open, nachdem sie sich im Endspiel gegen Bethanie Mattek-Sands und Jamie Murray durchgesetzt hatten. Im Doppel kam sie, erneut mit Siniaková, erstmals ins Halbfinale, in dem sie sich erst den Topgesetzten Hsieh Su-wei und Barbora Strýcová geschlagen geben mussten. Daneben gelang ihr in Melbourne im Einzel zum ersten Mal die erfolgreiche Qualifikation für ein Grand-Slam-Hauptfeld, bei dem sie nach einem Sieg zum Auftakt über Kaia Kanepi sogleich in die zweite Runde kam, in der sie an Jekaterina Alexandrowa scheiterte. Nach dem coronabedingten Saisonabbruch erzielte Krejčíková mit dem Einzug ins Achtelfinale der French Open ihr bis dahin bestes Karriereergebnis im Einzel und verbesserte sich damit in der Weltrangliste erstmals unter die besten 100. Im Doppel rückte sie mit Siniaková in die Runde der letzten Vier vor, in der sie den späteren Siegerinnen Mladenovic und Babos unterlagen.
Im Jahr 2021 trat Krejčíková bei den Australian Open sowohl im Einzel, als auch im Doppel- und Mixed-Wettbewerb an. Während sie im Einzel bereits in der zweiten Runde der an Nummer 29 gesetzten Russin Jekaterina Alexandrowa unterlag, zog sie im Doppel mit ihrer langjährigen Partnerin Siniaková ins Finale ein, wo sich beide in zwei Sätzen Elise Mertens und Aryna Sabalenka klar geschlagen geben mussten. Erfolgreicher verlief der Mixed-Wettbewerb, wo sie gemeinsam mit Rajeev Ram in Australien ihren dritten Grand-Slam-Titel in Folge gewinnen konnte. Sie spielte im Einzel eine sehr konstante Saison und verbesserte sich im Ranking ständig. In Dubai unterlag sie erst im Endspiel Garbiñe Muguruza und gewann schließlich ihren ersten WTA-Titel in Straßburg.
Der bislang größte Erfolg im Einzel stellte sich bei den French Open ein. Während nur zwei der über 30 gesetzten Spielerinnen über das Viertelfinale hinaus kamen, erreichte Krejčíková nach u. a. Siegen gegen die höher eingeschätzten Konkurrentinnen Elina Switolina, Cori Gauff und Maria Sakkari (gegen die sie sogar einen Matchball abwehren musste) ihr erstes Grand-Slam-Finale im Einzel. Dort besiegte sie die Russin Anastassija Pawljutschenkowa in drei Sätzen (6:1, 2:6, 6:4). Sie war damit die erste Tschechin seit Hana Mandlíková (1981) und die dritte ungesetzte Spielerin, die in Paris triumphieren konnte. Bei der Siegerehrung gedachte Krejčíková ihrer 2017 verstorbenen Trainerin und ehemaligen Weltklassespielerin Jana Novotná. Darüber hinaus gewann sie mit Siniaková das Doppel-Finale, während sie im Mixed mit Filip Polášek bereits im Viertelfinale ausschied. Dieses Kunststück war zuvor überhaupt nur sechs Frauen gelungen, zuletzt Mary Pierce über 20 Jahre zuvor, ebenfalls bei den French Open 2000.
2019 gab Krejčíková bei der 2:3-Viertelfinalniederlage gegen Rumänien ihr Debüt für die tschechische Fed-Cup-Mannschaft. Seitdem hat sie für ihr Land zwei Begegnungen im Doppel bestritten, von denen sie eine gewinnen konnte.

## Turniersiege

### Einzel
| Nr. | Datum              | Turnier      | Kategorie   | Belag             | Finalgegnerin                | Ergebnis       |
| --- | ------------------ | ------------ | ----------- | ----------------- | ---------------------------- | -------------- |
| 1.  | 21. Oktober 2012   | Dubrovnik    | ITF $10.000 | Sand              | Polina Leikina               | 6:4, 6:1       |
| 2.  | 6. Oktober 2013    | Solin        | ITF $10.000 | Sand              | Tereza Malíková              | 6:2, 6:2       |
| 3.  | 27. Oktober 2013   | Dubrovnik    | ITF $10.000 | Sand              | Polona Reberšak              | 6:1, 3:6, 6:0  |
| 4.  | 3. November 2013   | Umag         | ITF $10.000 | Sand              | Ágnes Bukta                  | 6:1, 6:4       |
| 5.  | 1. Dezember 2013   | Bol          | ITF $10.000 | Sand              | Ema Mikulčić                 | 3:6, 6:0, 6:3  |
| 6.  | 22. Juni 2014      | Přerov       | ITF $15.000 | Sand              | Lenka Juríková               | 6:3, 6:4       |
| 7.  | 6. Juli 2014       | Toruń        | ITF $25.000 | Sand              | Maria Sakkari                | 6:4, 6:1       |
| 8.  | 2. November 2014   | Istanbul     | ITF $25.000 | Hartplatz (Halle) | Viktorija Golubic            | 6:1, 6:4       |
| 9.  | 19. Juli 2015      | Olmütz       | ITF $50.000 | Sand              | Petra Cetkovská              | 3:6, 6:4, 7:65 |
| 10. | 1. Juli 2018       | Toruń        | ITF $25.000 | Sand              | Rebecca Šramková             | 7:5, 6:1       |
| 11. | 7. April 2019      | Palm Harbor  | ITF $80.000 | Sand              | Nicole Gibbs                 | 6:0, 6:1       |
| 12. | 14. April 2019     | Pelham       | ITF $25.000 | Sand              | Caroline Dolehide            | 6:4, 6:3       |
| 13. | 5. Mai 2019        | Wiesbaden    | ITF $60.000 | Sand              | Katarina Sawazka             | 6:4, 7:62      |
| 14. | 23. Juni 2019      | Staré Splavy | ITF $60.000 | Sand              | Denisa Allertová             | 6:2, 6:3       |
| 15. | 29. Mai 2021       | Straßburg    | WTA 250     | Sand              | Sorana Cîrstea               | 6:3, 6:3       |
| 16. | 12. Juni 2021      | French Open  | Grand Slam  | Sand              | Anastassija Pawljutschenkowa | 6:1, 2:6, 6:4  |
| 17. | 18. Juli 2021      | Prag         | WTA 250     | Hartplatz         | Tereza Martincová            | 6:2, 6:0       |
| 18. | 2. Oktober 2022    | Tallinn      | WTA 250     | Hartplatz (Halle) | Anett Kontaveit              | 6:2, 6:3       |
| 19. | 9. Oktober 2022    | Ostrava      | WTA 500     | Hartplatz (Halle) | Iga Świątek                  | 5:7, 7:64, 6:3 |
| 20. | 25. Februar 2023   | Dubai        | WTA 1000    | Hartplatz         | Iga Świątek                  | 6:4, 6:2       |
| 21. | 16. September 2023 | San Diego    | WTA 500     | Hartplatz         | Sofia Kenin                  | 6:4, 2:6, 6:4  |
| 22. | 13. Juli 2024      | Wimbledon    | Grand Slam  | Rasen             | Jasmine Paolini              | 6:2, 2:6, 6:4  |

### Doppel
| Nr. | Datum              | Turnier           | Kategorie              | Belag             | Partnerin          | Finalgegnerinnen                         | Ergebnis          |
| --- | ------------------ | ----------------- | ---------------------- | ----------------- | ------------------ | ---------------------------------------- | ----------------- |
| 1.  | 3. September 2011  | Osijek            | ITF $10.000            | Sand              | Aneta Dvořáková    | Diana Bogoliy Alena Tarassowa            | 7:5, 6:2          |
| 2.  | 29. Oktober 2011   | Dubrovnik         | ITF $10.000            | Sand              | Wiktorija Kan      | Martina Kubičíková Dalija Safirowa       | 7:63, 6:0         |
| 3.  | 1. September 2012  | Osijek            | ITF $10.000            | Sand              | Aneta Dvořáková    | Kateřina Kramperová Petra Krejsová       | 6:4, 3:6, [10:8]  |
| 4.  | 13. Oktober 2012   | Sarajevo          | ITF $15.000            | Sand              | Tereza Malíková    | Angelica Moratelli Milana Špremo         | 6:3, 6:2          |
| 5.  | 27. Oktober 2012   | Dubrovnik         | ITF $10.000            | Sand              | Tereza Malíková    | Lucia Butkovská Christina Shakovets      | 7:5, 7:65         |
| 6.  | 12. April 2013     | Bol               | ITF $10.000            | Sand              | Polina Leikina     | Jana Fett Bernarda Pera                  | 6:3, 6:3          |
| 7.  | 19. April 2013     | Šibenik           | ITF $10.000            | Sand              | Polina Leikina     | Cindy Burger Anna Klasen                 | 3:6, 6:3, [12:10] |
| 8.  | 10. August 2013    | Hechingen         | ITF $25.000            | Sand              | Kateřina Siniaková | Laura-Ioana Andrei Laura Thorpe          | 6:1, 6:4          |
| 9.  | 19. Oktober 2013   | Dubrovnik         | ITF $10.000            | Sand              | Lenka Juríková     | Gabriela Pantůčková Polona Reberšak      | 7:5, 3:6, [10:4]  |
| 10. | 16. November 2013  | Bol               | ITF $10.000            | Sand              | Demi Schuurs       | Vivien Juhászová Tereza Máliková         | 6:2, 6:4          |
| 11. | 30. November 2013  | Bol               | ITF $10.000            | Sand              | Ana Bianca Mihăilă | Bojana Marinković Natalija Šipek         | 6:2, 6:2          |
| 12. | 31. Mai 2014       | Maribor           | ITF $25.000            | Sand              | Kateřina Siniaková | Cindy Burger Daniela Seguel              | 6:0, 6:1          |
| 13. | 7. Juni 2014       | Sarajevo          | ITF $15.000            | Sand              | Wiktorija Tomowa   | Carolin Daniels Melis Sezer              | 7:63, 6:2         |
| 14. | 27. Juli 2014      | Rokietnica-Sobota | ITF $50.000            | Sand              | Aleksandra Krunić  | Anastasija Wassyljewa Maryna Zanevska    | 3:6, 6:0, [10:6]  |
| 15. | 13. Juni 2015      | Padua             | ITF $25.000            | Sand              | María Irigoyen     | Réka Luca Jani Paula Ormaechea           | 6:4, 6:2          |
| 16. | 20. Juni 2015      | Montpellier       | ITF $50.000            | Sand              | María Irigoyen     | Laura Siegemund Renata Voráčová          | 6:4, 6:2          |
| 17. | 8. August 2015     | Pilsen            | ITF $25.000            | Sand              | Rebecca Peterson   | Lenka Kunčíková Karolína Stuchlá         | 6:4, 6:3          |
| 18. | 20. September 2015 | Québec            | WTA International      | Teppich (Halle)   | An-Sophie Mestach  | María Irigoyen Paula Kania               | 4:6, 6:3 [12:10]  |
| 19. | 10. Oktober 2015   | Tampico           | ITF $50.000            | Hartplatz         | María Irigoyen     | Verónica Cepede Royg Marina Melnikowa    | 7:5, 6:2          |
| 20. | 15. November 2015  | Limoges           | WTA Challenger         | Hartplatz (Halle) | Mandy Minella      | Margarita Gasparjan Oksana Kalaschnikowa | 1:6, 7:5, [10:6]  |
| 21. | 1. April 2017      | Mornington        | ITF $25.000            | Sand              | Julia Glushko      | Jessica Moore Varatchaya Wongteanchai    | 6:4, 2:6, [11:9]  |
| 22. | 10. Juni 2018      | French Open       | Grand Slam             | Sand              | Kateřina Siniaková | Eri Hozumi Makoto Ninomiya               | 6:3, 6:3          |
| 23. | 14. Juli 2018      | Wimbledon         | Grand Slam             | Rasen             | Kateřina Siniaková | Nicole Melichar Květa Peschke            | 6:4, 4:6, 6:0     |
| 24. | 10. August 2019    | Toronto           | WTA Premier 5          | Hartplatz         | Kateřina Siniaková | Anna-Lena Grönefeld Demi Schuurs         | 7:5, 6:0          |
| 25. | 12. Oktober 2019   | Linz              | WTA International      | Hartplatz (Halle) | Kateřina Siniaková | Barbara Haas Xenia Knoll                 | 6:4, 6:3          |
| 26. | 11. Januar 2020    | Shenzhen          | WTA International      | Hartplatz         | Kateřina Siniaková | Duan Yingying Zheng Saisai               | 6:2, 3:6 [10:4]   |
| 27. | 7. Februar 2021    | Melbourne         | WTA 500                | Hartplatz         | Kateřina Siniaková | Chan Hao-ching Latisha Chan              | 6:3, 7:64         |
| 28. | 8. Mai 2021        | Madrid            | WTA 1000               | Sand              | Kateřina Siniaková | Gabriela Dabrowski Demi Schuurs          | 6:4, 6:3          |
| 29. | 13. Juni 2021      | French Open       | Grand Slam             | Sand              | Kateřina Siniaková | Bethanie Mattek-Sands Iga Świątek        | 6:4, 6:2          |
| 30. | 1. August 2021     | Tokio             | Olympische Spiele      | Hartplatz         | Kateřina Siniaková | Belinda Bencic Viktorija Golubic         | 7:5, 6:1          |
| 31. | 17. November 2021  | Guadalajara       | WTA Tour Championships | Hartplatz         | Kateřina Siniaková | Hsieh Su-wei Elise Mertens               | 6:3, 6:4          |
| 32. | 30. Januar 2022    | Australian Open   | Grand Slam             | Hartplatz         | Kateřina Siniaková | Anna Danilina Beatriz Haddad Maia        | 6:73, 6:4, 6:4    |
| 33. | 10. Juli 2022      | Wimbledon         | Grand Slam             | Rasen             | Kateřina Siniaková | Elise Mertens Zhang Shuai                | 6:2, 6:4          |
| 34. | 11. September 2022 | US Open           | Grand Slam             | Hartplatz         | Kateřina Siniaková | Catherine McNally Taylor Townsend        | 3:6, 7:5, 6:1     |
| 35. | 29. Januar 2023    | Australian Open   | Grand Slam             | Hartplatz         | Kateřina Siniaková | Shūko Aoyama Ena Shibahara               | 6:4, 6:3          |
| 36. | 18. März 2023      | Indian Wells      | WTA 1000               | Hartplatz         | Kateřina Siniaková | Beatriz Haddad Maia Laura Siegemund      | 6:1, 6:73, [10:7] |
| 37. | 25. Juni 2023      | Birmingham        | WTA 250                | Rasen             | Marta Kostjuk      | Storm Hunter Alycia Parks                | 6:2, 7:67         |
| 38. | 16. September 2023 | San Diego         | WTA 500                | Hartplatz         | Kateřina Siniaková | Danielle Collins Coco Vandeweghe         | 6:1, 6:4          |
| 39. | 26. Juli 2024      | Prag              | WTA 250                | Sand              | Kateřina Siniaková | Bethanie Mattek-Sands Lucie Šafářová     | 6:3, 6:3          |

### Mixed
| Nr. | Datum            | Turnier             | Kategorie  | Belag     | Partner       | Finalgegner                        | Ergebnis         |
| --- | ---------------- | ------------------- | ---------- | --------- | ------------- | ---------------------------------- | ---------------- |
| 1.  | 26. Januar 2019  | Australian Open (1) | Grand Slam | Hartplatz | Rajeev Ram    | Astra Sharma John-Patrick Smith    | 7:63, 6:1        |
| 2.  | 1. Februar 2020  | Australian Open (2) | Grand Slam | Hartplatz | Nikola Mektić | Bethanie Mattek-Sands Jamie Murray | 5:7, 6:4, [10:1] |
| 3.  | 20. Februar 2021 | Australian Open (3) | Grand Slam | Hartplatz | Rajeev Ram    | Samantha Stosur Matthew Ebden      | 6:1, 6:4         |

## Turnierbilanz

### Einzel
Die Tabelle listet die Ergebnisse der Grand-Slam-Turniere, der Tour Championships, der Olympischen Spiele, des Fed Cups bzw. Billie Jean King Cups und der Turniere folgender Kategorien auf: 1990–2008: Tier I, 2009–2020: Premier Mandatory und Premier 5, ab 2021: WTA 1000.
| Turnier              | 2014 | 2015 | 2016 | 2017 | 2018 | 2019 | 2020 | 2021 | 2022 | 2023 | 2024 | 2025 | Karriere |
| -------------------- | ---- | ---- | ---- | ---- | ---- | ---- | ---- | ---- | ---- | ---- | ---- | ---- | -------- |
| Australian Open      | —    | Q2   | Q3   | Q2   | Q3   | Q2   | 2    | 2    | VF   | AF   | VF   | —    | 2 × VF   |
| French Open          | —    | Q2   | —    | —    | 1    | Q1   | AF   | S    | 1    | 1    | 1    | 2    | 1 × S    |
| Wimbledon            | —    | Q1   | Q1   | Q2   | —    | —    |      | AF   | 3    | 2    | S    | 3    | 1 × S    |
| US Open              | Q3   | Q1   | —    | Q1   | Q1   | Q2   | —    | VF   | 2    | 1    | 2    |      | 1 × VF   |
| WTA Finals           | —    | —    | —    | —    | —    | —    |      | RR   | —    | —    | HF   |      | 1 × HF   |
| Doha                 | —    |      | Q1   |      | Q1   |      | —    |      | AF   |      | —    | —    | 1 × AF   |
| Dubai                |      | —    |      | —    |      | —    |      | F    |      | S    | —    | —    | 1 × S    |
| Indian Wells         | —    | —    | —    | —    | Q2   | —    |      | AF   | —    | AF   | —    | —    | 2 × AF   |
| Miami                | —    | —    | —    | —    | Q2   | —    |      | 2    | —    | AF   | —    | —    | 1 × AF   |
| Rom                  | —    | —    | —    | —    | —    | —    | —    | AF   | —    | 3    | —    | —    | 1 × AF   |
| Madrid               | —    | —    | —    | —    | Q1   | —    |      | 1    | —    | AF   | 2    | —    | 1 × AF   |
| Cincinnati           | —    | —    | —    | —    | —    | —    | —    | VF   | 1    | 1    | —    | AF   | 1 × VF   |
| Kanada               | —    | —    | —    | Q2   | 1    | Q1   |      | —    | 1    | —    | —    | 1    | 3 × 1R   |
| Wuhan                | —    | —    | —    | —    | —    | —    |      |      |      |      | 2    |      | 1 × 2R   |
| Peking               | —    | —    | —    | —    | —    | —    |      |      |      | 1    | 2    |      | 1 × 2R   |
| Guadalajara          |      |      |      |      |      |      |      |      | 1    | —    |      |      | 1 × 1R   |
| Olympische Spiele    |      |      | —    |      |      |      | AF   |      |      |      | VF   |      | 1 × VF   |
| Billie Jean King Cup |      | —    | —    | —    | S    | 1    | RR   | RR   | —    |      |      |      | 1 × S    |

Zeichenerklärung: S = Turniersieg; F, HF, VF, AF = Einzug ins Finale, Halb-, Viertel-, Achtelfinale; 1, 2, 3 = Ausscheiden in der 1., 2., 3. Haupt- / Finalrunde; Q1, Q2, Q3 = Ausscheiden in der 1., 2. 3. Qualifikationsrunde; RR = Round Robin (Gruppenphase); nicht ausgetragen oder andere Kategorie; PO (Playoff), P2 = Auf-/Abstiegsrunde zur Weltgruppe I/II im Fed Cup; W2, K1, K2, K3 = Teilnahme in der Weltgruppe II, Kontinentalgruppe I, II, III im Fed Cup.

### Doppel
Die Tabelle listet die Ergebnisse der Grand-Slam-Turniere, der Tour Championships, der Olympischen Spiele, des Fed Cups bzw Billie Jean King Cups und der Turniere folgender Kategorien auf: 1990–2008: Tier I, 2009–2020: Premier Mandatory und Premier 5, ab 2021: WTA 1000.
| Turnier              | 2015 | 2016 | 2017 | 2018 | 2019 | 2020 | 2021 | 2022 | 2023 | 2024 | 2025 | Karriere |
| -------------------- | ---- | ---- | ---- | ---- | ---- | ---- | ---- | ---- | ---- | ---- | ---- | -------- |
| Australian Open      | —    | 2    | 2    | AF   | VF   | HF   | F    | S    | S    | VF   | —    | 2 × S    |
| French Open          | 1    | HF   | AF   | S    | 1    | HF   | S    | —    | 1    | AF   | —    | 2 × S    |
| Wimbledon            | —    | 1    | 1    | S    | HF   |      | VF   | S    | —    | VF   | AF   | 2 × S    |
| US Open              | —    | VF   | AF   | HF   | —    | —    | 1    | S    | 2    | —    |      | 1 × S    |
| WTA Finals           | —    | —    | —    | F    | RR   |      | S    | F    | RR   | —    |      | 1 × S    |
| Doha                 |      | AF   |      | HF   |      | HF   |      | VF   |      | —    | —    | 2 × HF   |
| Dubai                | —    |      | —    |      | —    |      | VF   |      | —    | —    | —    | 1 × VF   |
| Indian Wells         | —    | —    | —    | AF   | F    |      | VF   | —    | S    | —    | —    | 1 × S    |
| Miami                | —    | —    | —    | F    | 1    |      | AF   | —    | —    | —    | —    | 1 × F    |
| Rom                  | —    | —    | VF   | 1    | HF   | —    | VF   | —    | —    | —    | —    | 1 × HF   |
| Madrid               | —    | —    | 1    | AF   | VF   |      | S    | —    | —    | F    | —    | 1 × S    |
| Cincinnati           | —    | —    | —    | VF   | VF   | —    | HF   | AF   | VF   | —    | VF   | 1 × HF   |
| Kanada               | —    | —    | AF   | AF   | S    |      | —    | AF   | —    | —    | VF   | 1 × S    |
| Wuhan                | —    | —    | —    | —    | —    |      |      |      |      | AF   |      | 1 × AF   |
| Peking               | —    | —    | —    | —    | —    |      |      |      | AF   | —    |      | 1 × AF   |
| Guadalajara          |      |      |      |      |      |      |      | HF   | —    |      |      | 1 × HF   |
| Olympische Spiele    |      | —    |      |      |      | S    |      |      |      | VF   |      | 1 × S    |
| Billie Jean King Cup | —    | —    | —    | S    | 1    | RR   | RR   | —    | —    |      |      | 1 × S    |

Zeichenerklärung: S = Turniersieg; F, HF, VF, AF = Einzug ins Finale, Halb-, Viertel-, Achtelfinale; 1, 2, 3 = Ausscheiden in der 1., 2., 3. Haupt- / Finalrunde; Q1, Q2, Q3 = Ausscheiden in der 1., 2. 3. Qualifikationsrunde; KF (kleines Finale) = unterlegen im Spiel um Platz drei; RR = Round Robin (Gruppenphase); nicht ausgetragen oder andere Kategorie; PO (Playoff), P2 = Auf-/Abstiegsrunde zur Weltgruppe I/II im Fed Cup; W2, K1, K2, K3 = Teilnahme in der Weltgruppe II, Kontinentalgruppe I, II, III im Fed Cup.

### Mixed
| Turnier         | 2016 | 2017 | 2018 | 2019 | 2020  | 2021 | 2022 | 2023 | 2024 | Karriere |
| --------------- | ---- | ---- | ---- | ---- | ----- | ---- | ---- | ---- | ---- | -------- |
| Australian Open | —    | 1    | —    | S    | S     | S    | —    | —    | —    | S        |
| French Open     | —    | 1    | —    | —    | n. a. | VF   | —    | —    | AF   | VF       |
| Wimbledon       | 2    | AF   | —    | —    | n. a. | —    | —    | —    | —    | AF       |
| US Open         | VF   | —    | —    | —    | n. a. | —    | —    | —    | VF   | VF       |

## Auszeichnungen
- WTA Doppel-Team des Jahres – 2018, 2021[2]
- WTA Aufsteigerin des Jahres – 2021[2]